# Wakefield (Massachusetts)
Wakefield ist eine Kleinstadt im Middlesex County des Bundesstaats Massachusetts in den Vereinigten Staaten.
Das U.S. Census Bureau hat bei der Volkszählung 2020 eine Einwohnerzahl von 27.090 ermittelt. Die Siedlung ist Teil der Metropolregion Greater Boston. Wakefield bildet den Hauptsitz der Apache Software Foundation.

## Geschichte
Wakefield wurde erstmals 1638 besiedelt und war ursprünglich Teil des Lynn Village. Dieses trennte sich offiziell von Lynn und wurde 1644 als Reading eingemeindet, als die erste Kirche (First Parish Congregational Church) und die erste Mühle errichtet wurden. Diese erste Getreidemühle wurde am Mill River an der Water Street gebaut. Später wurden kleine Sägemühlen am Mill River und am Saugus River gebaut.
Die alte Pfarrkirche wurde als Old oder South Parish bekannt, als 1713 die North Parish gegründet wurde. Diese North Parish wurde später die Stadt North Reading. Im Jahr 1769 wurde die West Parish gegründet. Im Jahr 1812 trennte sich die Old oder South Parish von Reading und wurde offiziell als South Reading gegründet. Zu dieser Zeit wurde es South Redding und nicht South Reading geschrieben. 1868 wurde die Siedlung in Wakefield umbenannt.
Am  26. Dezember 2000 erschoss Michael McDermott, ein Mitarbeiter des Anwendungssupports bei Edgewater Technology, sieben Mitarbeiter bei einem Amoklauf in Wakefield. Für die Tat wurde er zu sieben lebenslänglichen Haftstrafen verurteilt.

## Demografie
Laut einer Schätzung von 2019 leben in Wakefield 27.045 Menschen. Die Bevölkerung teilt sich im selben Jahr auf in 93,4 % Weiße, 1,8 % Afroamerikaner, 0,1 % amerikanische Ureinwohner, 2,4 % Asiaten und 1,3 % mit zwei oder mehr Ethnizitäten. Hispanics oder Latinos aller Ethnien machten 3,5 % der Bevölkerung aus. Das mittlere Haushaltseinkommen lag bei 100.278 US-Dollar und die Armutsquote bei 4,2 %.

## Infrastruktur
Über die Massachusetts Bay Transportation Authority ist Boston per Bahn und Bus zu erreichen.

## Söhne und Töchter der Stadt
- Noah Smith (1800–1868), Anwalt und Politiker
- Albert P. Langtry (1860–1939), Politiker
- Jeremiah E. O’Connell (1883–1964), Politiker
- Carleton S. Coon (1904–1981), Anthropologe
- John Volpe (1908–1994), Politiker
- Charles L. Clapp (1922–2006), Regierungsbediensteter
- Joseph Czarnota (1925–1968), Eishockeyspieler
- John R. Galvin (1929–2015), Eishockeyspieler
- Al Confalone (1931–1994), Marathonläufer
- Israel Horovitz (1939–2020), Dramatiker, Drehbuchautor und Schauspieler
- Rachel Levine (* 1957), Kinderärztin, Psychiaterin und Politikerin
- John Lilley (* 1972), Eishockeyspieler
- Mike Souza (* 1978), Eishockeyspieler und -trainer